# 25986 Sunanda
25986 Sunanda este un asteroid din centura principală de asteroizi.

## Descriere
25986 Sunanda este un asteroid din centura principală de asteroizi. A fost descoperit pe 19 martie 2001 la Socorro, New Mexico, în cadrul proiectului LINEAR. Asteroidul prezintă o orbită caracterizată de o semiaxă mare de 2,42 ua, o excentricitate de 0,10 și o înclinație de 6,3° în raport cu ecliptica.